# Fax

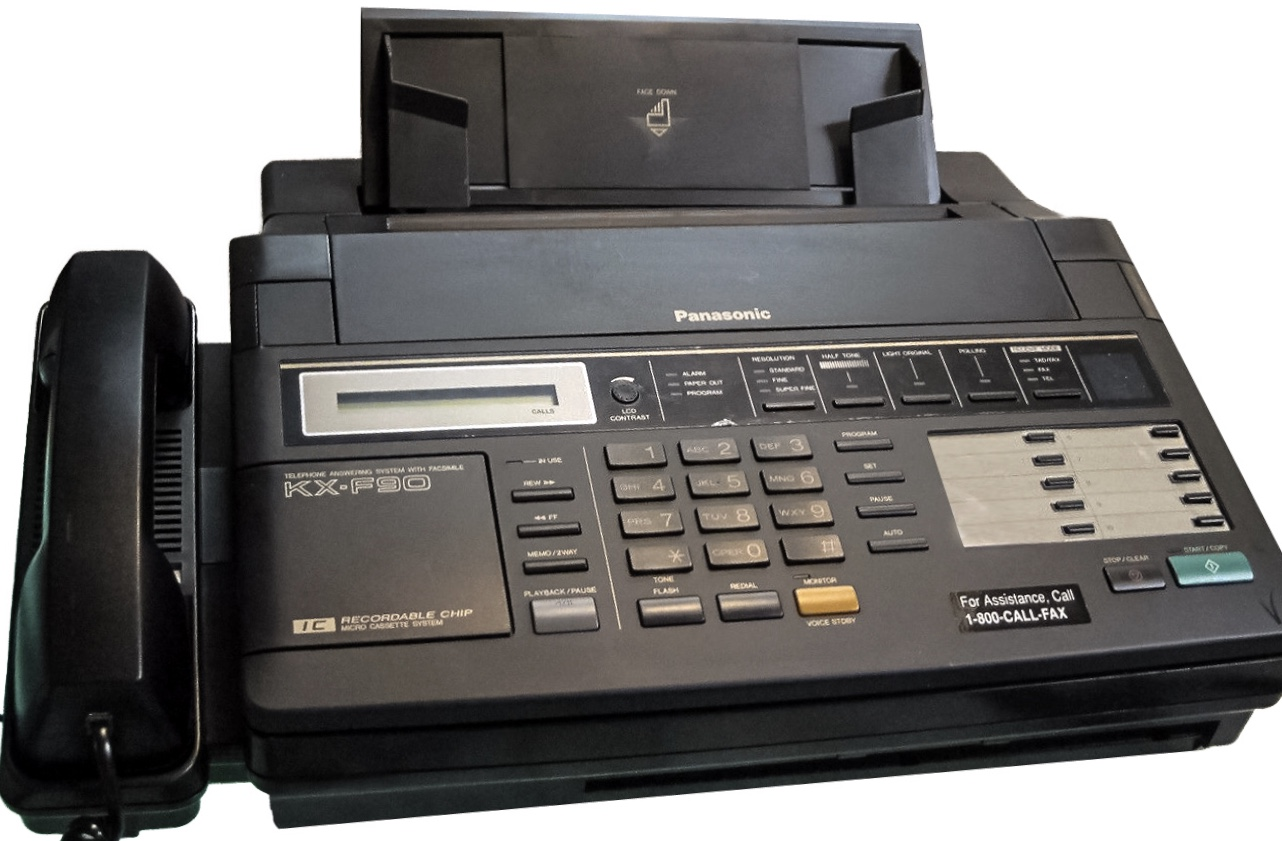
Faxkészülék

A fax vagy telefax egy olyan grafikus dokumentum, amely telefonhálózat használatával továbbítható. A 20. században megjelenő faxgépeknek számos formája volt, a modern faxgépek az 1970-es évek közepén jelentek meg, amikor a szükséges műszaki megoldások és azok költségei lehetővé tették az elterjedését. A digitális faxkészülékek először Japánban lettek népszerűek, ahol előnyeivel a konkurens megoldások, például a teleprinter felett tudtak győzedelmeskedni. Egyszerűbb volt gyorsan kézzel kanji-t írni, mint karaktereket. Idővel a faxolás mindenki számára elérhetővé vált és az 1980-as évek közepére a faxkészülékek már az egész világon elterjedtek.
Habár a legtöbb cégnél még mindig használnak fax megoldást, a technológia komoly ellenfélre tett szert az internetet használó alternatív megoldásokkal. A faxnak még mindig vannak előnyei, például a bizalmas információk átküldésében, hiszen az interneten kódolatlanul átküldött dokumentumok könnyen kifürkészhetőek. Számos országban, ahol az elektronikus aláírásokat még nem fogadja el a törvény, a fax biztosítja az aláírt dokumentumok egyszerű továbbítását.
Sok vállalatnál az egyszerű faxkészüléket felváltotta egy faxszerver vagy egy olyan számítástechnikai megoldás, amely a faxok elektronikus fogadását és tárolását, majd a felhasználónak e-mailen keresztüli (akár biztonságosan) kiküldését teszi lehetővé. Az ilyen megoldásoknak számos előnyük van: kisebb környezetszennyezés, kisebb költségek, elkerülhetőek a felesleges nyomtatások és szükségtelenné teszi további analóg telefonvonalak bekötését az irodába.